# Ryde
Ryde est un port et une station balnéaire du nord-est de l'île de Wight, situé sur les rives du Solent, le bras de mer qui sépare l'île du reste de l'Angleterre.

## Présentation
Sa population est environ 30 000 habitants.
Cette ville possède l'une des plus anciennes jetées du Royaume-Uni, la Ryde Pier, qui est aussi par sa longueur, la quatrième du pays.
Cette ville est également, grâce à la gare de Ryde Pier Head, le point de départ de la Island Line, réseau ferré insulaire qui descend vers le sud à Shanklin. Outre cette gare, trois autres (sur les huit qui se trouvent sur son parcours) se situent d'ailleurs sur le territoire de la localité :
- Ryde Esplanade
- Ryde St John's Road
- Smallbrook Junction

Il y a un bon nombre d'églises remarquables comme l'église de Michael and All Angels qui est situé près de Haylands.
Non loin de là, à l'ouest de la ville, se trouve également l'Abbaye de Quarr construit au début du XXe siècle par le moine architecte bénédictin français Dom Bellot.

## Personnalité
- Gabriel de Choiseul-Praslin y est né
- Dixon Kemp
- Henry Fielding y a fait escale lors de son voyage à Lisbonne (1754)